# Gustav Zankl
Gustav Zankl (* 28. April 1929 in Hartberg) ist ein österreichischer Maler, Grafiker, Designer und Kunsterzieher.

## Leben
Die Kindheit verlebte er in den Wirren des Zweiten Weltkrieges und war eine Zeit lang in einem Heim der Nationalsozialistischen Volkswohlfahrt in Leoben untergebracht. Sein Wunsch auf die Flugzeugkonstrukteursschule in München gehen zu dürfen wurde ihm verweigert. Statt dessen schlug er eine Ausbildung in der Reichslehrerbildungsanstalt ein und legte so die Basis für sein späteres berufliches Tätigkeitsfeld.
Gustav Zankl unterrichtete an mehreren Schulen Kunst, darstellende Geometrie und Mathematik. In weiterer Folge wechselte er Anfang der 1970er Jahre an die Pädagogische Akademie der Diözese Graz Seckau und arbeitete 20 Jahre als Lehrerbildner im Bereich Kunst und Technisches Werken. Er war 1974 Begründer der technischen Werkerziehung in Österreich. Sein gemeinsam mit Gerhard Berger verfasstes Buch Technisches Werken. Erziehung zum technischen Denken erschien in mehreren Auflagen.
Als Künstler gilt er als ein Vertreter der steirischen Avantgarde und ist Gründungsmitglied der Jungen Gruppe Graz und des Forum Stadtpark. Ebenso ist er Gründungsmitglied des Berufsverbands Österreichischer Kunst- und WerkerzieherInnen (BÖKWE). Sein Schaffen umfasst Bücher und Kunstobjekte. Er beschäftigte sich seit den 1960er-Jahren mit Farbtheorien und forschte an „Farbquanten“, so auch der Titel seines 2017 erschienen Buchs. Sein Stil wird der Konkreten Kunst zugerechnet.
Er lebt in Graz.

## Publikationen
- mit Gerhard Berger: Technisches Werken. Erziehung zum technischen Denken. Werkunterricht, Styria Verlag Graz 1974, ISBN 978-3-222-10798-6, Don Bosco Verlag München 1974, ISBN 978-3-7698-0211-5.
- als Herausgeber und Autor: Produktgestaltung. Lehrerhandbuch, Veritas (Verlag), Linz Wien 1985, ISBN 978-3-85329-486-4.
- Partizipation. movement of emotion. Partizipation. zugreifen - verändern. konkret - informel. konkret - konstruktiv. Dokumentation der Realisierung von divergenten Ideen aus sechs Jahrzehnten in Werkgruppen. Bildband, mit Texten von Eugen Gomringer, Günther Holler-Schuster, Kurt Stadler, Gustav Zankl, Edition Keiper, Graz 2015, ISBN 978-3-902901-58-3.
- Farbquanten. Messmethoden, Konstruktionsmodelle und Texte. Farbenlehre Farbmittel, Edition Keiper, Graz 2017, ISBN 978-3-903144-39-2.